# Seseli seravschanicum
Seseli seravschanicum är en flockblommig växtart som beskrevs av Pimenov och Sdobnina. Seseli seravschanicum ingår i släktet säfferötter, och familjen flockblommiga växter. Inga underarter finns listade i Catalogue of Life.